# Cuisien
Cet article court présente un sujet plus développé dans : Yprésien.
Le Cuisien est une subdivision de l'échelle des temps géologiques, équivalent au sous-étage de l'Yprésien supérieur (l'Yprésien inférieur correspondant au Sparnacien ou à l'Ilerdien). Son stratotype est caractérisé par les sables de Cuise-la-Motte (dans l'Oise).